# Jena (Luisiana)
Jena é uma cidade  localizada no estado americano de Luisiana, na Paróquia de La Salle.

## Demografia
Segundo o censo americano de 2000, a sua população era de 2971 habitantes.
Em 2006, foi estimada uma população de 2867, um decréscimo de 104 (-3.5%).

## Geografia
De acordo com o United States Census Bureau tem uma área de
13,9 km², dos quais 13,9 km² cobertos por terra e 0,0 km² cobertos por água.

## Localidades na vizinhança
O diagrama seguinte representa as localidades num raio de 28 km ao redor de Jena.